# Danezaa (langue)
Cet article concerne la langue danezaa. Pour le peuple danezaa, voir Danezaa.
La langue danezaa ou dunezza ou beaver est le langage parlé par la Nation Danezaa ou Tsattine vivant aux confins des provinces canadiennes de l'Alberta et de la Colombie-Britannique.
La langue danezaa fait partie du groupe linguistique des langues na-dené, elles-mêmes issues de la famille des langues athapascanes.
Au recensement de l'an 2000, il y avait 2 847 Danezaa au Canada dont la moitié parlait encore leur langue.

## Écriture
| a  | ą   | aa  | ąą | ae  | ai  | b  | ch  | ch’ | d   | dl | dz  | d̲z̲ | e  | ę |
| ea | ęą  | g   | gh | h   | i   | ii | j   | k   | k’  | l  | lh  | m  | n  | o |
| ǫ  | s   | s̲   | sh | t   | t’  | tl | tl’ | ts  | ts’ | t̲s̲ | t̲s̲’ | u  | uu | w |
| wą | waa | wąą | we | wea | węą | wi | wii | y   | z   | z̲  | zh  | ʔ  |    |   |

L’accent aigu est utilisé sur la voyelle pour indiquer le ton haut. Le caron et l’accent circonflexe peuvent aussi être utilisés pour respectivement indiquer le ton montant et le ton descendant.

## Codes
- Code de langue IETF : bea